# Waluigi
Waluigi (ワルイージ, Waruīji) es un personaje ficticio de los videojuegos de Nintendo, que ha hecho apariciones jugables exclusivamente en los títulos derivados de la franquicia de Mario. Apareció por primera vez en Mario Tennis de Nintendo 64 y es el archirrival de Luigi y compañero de Wario, con el que causa muchos problemas. Su nombre es una mezcla del nombre de Luigi y la palabra japonesa warui (悪 い), que significa "malo"; por lo tanto, un "Luigi malo". Fue creado por el empleado de Camelot, Fumihide Aoki y Charles Martinet le dio voz de 2000 a 2023. Para Super Mario Party Jamboree, Kevin Afghani le da la voz a partir del 2024 hasta la actualidad.

## Introducción
Durante el desarrollo de Mario Tennis, el juego tenía pocos personajes humanos, y Wario no tenía pareja para los dobles. Entonces, al diseñador de Camelot, Fumihide Aoki, se le ocurrió la idea de crear un rival para Luigi. Se consultó a Shigeru Miyamoto para ayudar con el diseño. El nombre de Waluigi ya estaba decidido desde un principio aunque también estaba la idea de cambiarle la letra para parecerse a Wario. También se decidió que el personaje sería la exageración de la altura y el cuerpo delgado de Luigi, al igual que Wario es la exageración del cuerpo redondo y pequeño de Mario. Según Shugo Takahashi, Yoichi Kotabe fue el que le dio los toques finales al diseño de Waluigi. A partir de su inesperado debut, ha seguido apareciendo en varios juegos derivados de la franquicia de Mario. Sin embargo, nunca ha hecho aparición como personaje jugable en un juego de la serie principal de Super Mario.
Aunque ha habido mucha controversia sobre el color de la vestimenta de Waluigi; ya que según la paleta de colores empleada hasta ahora debería de ser azul cian; la cosa queda bastante clara si se tiene en cuenta que Wario emplea amarillo para el personaje y morado para las letras, siendo en Waluigi al revés: morado en la vestimenta y amarillo en las letras.

## Historia de Waluigi
Los detalles acerca del pasado de Waluigi, son muy confusos al tratarse de un personaje sin explotar y sin una historia que presentar. Simplemente apareció en la franquicia de Mario, como un personaje que parecía que ya hubiera estado allí, pero transmite la clara sensación de que Waluigi ha estado fastidiando a Mario, al igual que Wario antes de su debut. En cualquier caso, la rivalidad parece estar con Luigi, como muestra la "intro" de Mario Tennis. Según el trofeo de Super Smash Bros., Waluigi se había estado entrenando para su debut y se rumorea que tiene la misma edad que Luigi. En la página oficial de Mario Tennis, en el apartado de cartas de usuario se podía ver que recibía su correo en la dirección: Callejón Mueca 26-Reino Champiñón IMG EEK.

## Información general

### Personalidad
Waluigi se personifica como un personaje de alivio cómico y un contraste jactancioso y malhumorado para Luigi. Tiene mala química con la mayoría de los personajes, menos con Wario, y es un alborotador abiertamente grosero y mezquino. Tiene un ceño fruncido perpetuo y se enoja rápidamente. La biografía original de Waluigi en Mario Tennis, señalaba que buscaba volverse tan popular y querido como los hermanos Mario. Sus celebraciones de victoria a menudo resaltan su naturaleza y vanidad de auto-engrandecimiento, y ocasionalmente también contienen elementos vulgares, como en Super Mario Strikers, donde en una de sus animaciones de victoria realiza un empuje pélvico.
Sin embargo, a pesar de su exceso de confianza, Waluigi también se caracteriza por la gran cantidad de autocompasión que tiene. Según su actor de voz, Charles Martinet, Waluigi siente que siempre le pasan cosas buenas a los demás y no a él, lo que le provoca una gran frustración, también considera que su autocompasión es "la piedra angular del carácter de Waluigi", como la forma en que constantemente señala sus propias desventajas y se apresura a atribuir sus pérdidas a las trampas de sus oponentes, mientras se enorgullece hipócritamente de sus propias trampas. Si bien Waluigi tiene muchas características desagradables, Martinet, sin embargo, ha declarado que prefiere resaltar los rasgos más engreídos y autocompasivos de Waluigi.
A menudo se le dan animaciones humorísticas y sin sentido, mostrando muy poca deportividad, burlándose rápidamente de sus oponentes y animándose a sí mismo, mientras que al mismo tiempo frunce el ceño con resentimiento por cualquier progreso realizado por sus oponentes. En los artículos de Wario's Warehouse, Wario frecuentemente retrata a Waluigi como extremadamente estúpido, ya que varias veces toma decisiones tontas. Sin embargo, esto contrasta con la mayoría de sus otras descripciones que lo representan como el más astuto de los dos.

### Descripción física y rasgos
El atuendo de Waluigi incluye una camiseta morada debajo de un overol morado oscuro (que ocasionalmente es negro puro), una gorra morada con una "Γ" (una letra "L" invertida, tanto vertical como horizontalmente) de color amarillo, que también está presente en sus guantes y unas babuchas marroquíes de color naranja. Tiene una nariz aguileña rosada, un bigote extravagante que es recto (horizontal) y apunta hacia arriba que recuerdan a los de Salvador Dalí, orejas puntiagudas como la de los elfos, ojos negros, ojeras de color celeste, cabello de color castaño y una amplia sonrisa. También tiene extremidades largas y un torso delgado. 
Al igual que su compañero, Waluigi es la forma extrema de su rival. Mientras que Luigi es alto y flaco, Waluigi es más alto y delgado, al igual que Wario es obeso en contraste con Mario. Los elementos faciales de Luigi también se exageran en Waluigi. Waluigi tiene una mandíbula muy afilada y un mentón amplio. El bigote puntiagudo de Waluigi es una exageración del bigote suave y esponjoso de Luigi.

### Etimología

EL símbolo «Г» aparece en la gorra de Waluigi, representando la inversión de la letra «L» que porta Luigi sobre su gorra.

Waluigi en realidad tiene una etimología japonesa compleja con muchos significados que se refieren a su personalidad. En japonés, la "r" y la "l" tienen el mismo sonido, por lo que Luigi se puede pronunciar en japonés como "Ruīji" y Waluigi se puede pronunciar como "Waruīji". Waruīji es un acrónimo de "warui", la palabra japonesa para "malo" o "malvado", y "Ruīji". Sin embargo, "warui" también puede significar "pobre", "odioso", abominable e inferior, representando a Waluigi. Además, warui, también significa hacer una disculpa condescendiente, en lugar de una disculpa cortés, refiriéndose a la arrogancia de Waluigi. "Waruiji" (con la "i" corta) también es un anagrama de la palabra japonesa "ijiwaru", que se traduce como "alguien que es malo" o "mezquino". "Ijiwaru" también se traduce en otras palabras duras como "sádico", "malicioso" y "antipático".

## Relación entre Wario y Waluigi
La relación entre Waluigi y Wario es confusa. Parece que ellos podrían ser hermanos ya que comparten algunas características faciales y psíquicas.
En Nintendo of Europe en la sección de Mario Kart DS, hay una descripción del circuito "Waluigi Pinball" en el que se refieren a Waluigi como el hermano pequeño de Wario. De igual forma, les llaman en una antigua web de Nintendo of America dedicada a Mario Tennis 64. 
A pesar de estas referencias, en el videojuego Mario & Sonic at The Olympic Winter Games, en su versión para Nintendo DS, cuando juegas en la zona de Ventíscalon y estás cerca de llegar al lugar donde se encuentra Dry Bowser, abres una de las cajas de los túneles y se afirma que Wario y Waluigi no son hermanos.
Por ahora, aún no se confirmado si Wario y Waluigi comparten parentesco o no.

## Apariciones de Waluigi
- Mario Tennis - (2000) (N64)
- Mario Party 3 - (2001) (N64)
- Super Smash Bros. Melee - (2001) (GameCube) (como trofeo)
- Mario Party 4 - (2002) (GameCube)
- Game and Watch Gallery 4 - (2002) (Game Boy Advance) (Te enfrentas a él en "BOXING(Modern)", después de haber derrotado a Wiggler y a Boo)
- Mario Golf: Toadstool Tour - (2003) (GameCube)
- Mario Kart: Double Dash!! - (2003) (GameCube)
- Mario Party 5 - (2003) (GameCube)
- Mario Power Tennis - (2004) (GameCube)
- Mario Golf: Advance Tour - (2004) (Game Boy Advance)
- Mario Party 6 - (2004) (GameCube)
- Mario Superstar Baseball - (2005) (GameCube)
- Mario Kart DS - (2005) (Nintendo DS)
- Mario Party Advance - (2005) (Game Boy Advance) (Como parte del minijuego "Waluigi's Reign".)
- Mario Tennis: Power Tour - (2005) (Game Boy Advance)
- Dance Dance Revolution: Mario Mix - (2005) (GameCube)
- Super Mario Strikers - (2005) (GameCube)
- Mario Party 7 - (2005) (GameCube)
- Mario Slam Basketball - (2006) (Nintendo DS)
- Mario Party 8 - (2007) (Wii)
- Mario Strikers Charged - (2007) (Wii)
- Mario & Sonic at the Olympic Games - (2007) (Nintendo DS) (Wii)
- Mario Party DS - (2007) (Nintendo DS)
- Super Smash Bros. Brawl - (2008) (Wii) (como trofeo ayudante)
- Mario Kart Wii - (2008) (Wii)
- Mario Super Sluggers - (2008) (Wii)
- Mario & Sonic at The Olympic Winter Games - (2009) (Nintendo DS) (Wii)
- Mario Kart 7 - (2011) (Nintendo 3DS) (como parte de la pista "Waluigi Pinball")
- Mario & Sonic at The London 2012 Olympic Games - (2011-2012) (Wii) (Nintendo 3DS)
- Mario Party 9 - (2012) (Wii)
- Mario Tennis Open - (2012) (Nintendo 3DS)
- Mario Party: Island Tour - (2013) (Nintendo 3DS)
- Mario Kart 8 - (2014) (Wii U)
- Super Smash Bros. para Nintendo 3DS y Wii U - (2014) (Wii U) (Nintendo 3DS) (como trofeo ayudante)
- Mario Party 10 - (2015) (Wii U)
- Super Mario Maker - (2015) (Wii U) (Como una skin de Mario solamente en la versión NES)
- Mario Tennis: Ultra Smash - (2015) (Wii U)
- Mario Kart 8 Deluxe - (2017) (Nintendo Switch)
- Mario + Rabbids Kingdom Battle - (2017) (Nintendo Switch) (Como BWaluigi)
- Super Mario Odyssey - (2017) (Nintendo Switch) (Solamente su traje aparece como una vestimenta de Mario)
- Mario Party: The Top 100 - (2017) (Nintendo 3DS)
- Mario Tennis Aces - (2018) (Nintendo Switch)
- Super Mario Party - (2018) (Nintendo Switch)
- Super Smash Bros. Ultimate - (2018) (Nintendo Switch) (Espíritu y Trofeo ayudante)
- Mario y Sonic en los Juegos Olímpicos Tokio 2020 - (2019) (Nintendo Switch)
- Mario Kart Tour - (2019) (Dispositivos móviles)
- Mario Golf: Super Rush - (2021) (Nintendo Switch)
- Mario Party Superstars - (2021) (Nintendo Switch)
- Mario Strikers: Battle League - (2022) (Nintendo Switch)
- Paper Mario: The Thousand-Year Door - (2024) (Nintendo Switch) (Solamente su traje aparece como una vestimenta de Mario).
- Super Mario Party Jamboree - (2024) (Nintendo Switch)
- Super Mario Run (versión 3.2.4, cameo) - (2024) (Dispositivos móviles)
- Mario Kart World - (2025) (Nintendo Switch 2)